# VS. Redux
VS. Redux, conosciuto anche come VS. [REDUX] (The VS. Re-Release), è un album discografico del gruppo musicale rap statunitense Macklemore & Ryan Lewis, pubblicato il 20 ottobre 2010 dall'etichetta Macklemore LLC.

## Il disco
Il disco non è altro che la ristampa dell'EP di debutto del duo, The VS. EP, a cui vengono aggiunti remix delle canzoni originali e tracce bonus. La versione fisica dell'album comprende tutte le canzoni di The VS. EP e i rispettivi remix e tracce bonus, mentre la versione digitale comprende solo questi ultimi.

## Tracce
CD
1. Vipassana – 3:42
2. Crew Cuts (feat. Xperience) – 3:29
3. Life Is Cinema – 3:25
4. Otherside – 5:08
5. Kings (feat. Buffalo Madonna and Champagne Champagne) – 4:49
6. Irish Celebration – 4:40
7. The End – 6:23
8. Vipassana (Ryan Lewis Remix) – 3:56
9. Crew Cuts (Jack One Remix) – 3:58
10. Otherside (feat. Fences) (Ryan Lewis Remix) – 5:46
11. Irish Celebration (P Smoov Remix) – 4:52
12. The End (Budō Remix) – 4:43

Bonus tracks edizione CD
1. Stay At Home Dad – 4:10
2. The Town (Sabzi Remix) – 4:24
3. Fake Empire – 5:10

Download digitale
1. Vipassana (Ryan Lewis Remix) – 3:58
2. Crew Cuts (feat. Xperience) (Jake One Remix) – 4:00
3. Otherside (feat. Fences) (Ryan Lewis Remix) – 5:46
4. Irish Celebration (P Smoov Remix) – 4:51
5. The End (Budo Remix) – 4:48
6. The Town (Sabzi Remix) – 4:26